# Giovanni I di Blois-Châtillon
Giovanni di Blois-Châtillon in francese: Jean Ier de Blois-Châtillon (1230 circa – 28 giugno 1279) fu Conte di Blois e di Dunois, Signore d'Avesnes, di Leuze e di Guise, dal 1241 e conte di Chartres, dal 1248 alla sua morte.

## Origine
Secondo la Ex Gisleberti Montesis Hannoniae Chronicon, Giovanni era il figlio primogenito del Signore di Châtillon, di Troissy dì Crècy e d'Ancre e conte di Saint-Pol, Ugo di Châtillon e della contessa di Blois e di Châteaudun, Maria d'Avesnes, che, sempre secondo la Ex Gisleberti Montesis Hannoniae Chronicon, era la figlia del Signore d'Avesnes, di Leuze dì Condé, di Guise, di Landrechies e Trélon, Gualtiero d'Avesnes e della reggente della contea di Borgogna e poi contessa di Blois e di Châteaudun, Margherita di Blois, che, come ci viene confermato da due documenti degli Archives de la Maison-Dieu de Châteaudun: il n° XXV ed il n° XXXII, era figlia del conte di Blois, Châteaudun, Chartres e Provins, Tebaldo V di Blois e di Alice di Francia, che, sia secondo il cronista e monaco benedettino inglese, Matteo di Parigi, che secondo la Chronica Albrici Monachi Trium Fontium, era la figlia secondogenita di Luigi VII, detto il Giovane, re di Francia, e della duchessa d'Aquitania e Guascogna e contessa di Poitiers, Eleonora d'Aquitania, che, ancora secondo la Chronica Albrici Monachi Trium Fontium, era la figlia primogenita del duca di Aquitania, duca di Guascogna e conte di Poitiers, Guglielmo X il Tolosano e della sua prima moglie, Aénor di Châtellerault († dopo il 1130), figlia del visconte Americo I di Châtellerault e della Maubergeon, che al momento della sua nascita era l'amante di suo nonno Guglielmo IX il Trovatore.
Ugo di Châtillon, secondo sia il Dictionnaire de la noblesse che la Histoire de la maison de Chastillon-sur-Marne, era il figlio secondogenito del signore di Châtillon e Siniscalco del Ducato di Borgogna, Gaucher III di Châtillon ( † 1219) e della contessa di Saint-Pol, Elisabetta, che era figlia del conte di Saint-Pol, Ugo IV di Campdavaine e della moglie (come conferma la Chronica Albrici Monachi Trium Fontium), Yolanda di Hainaut, figlia del conte d'Hainaut, Baldovino IV.

## Biografia
Non si conosce la data esatta della morte della madre, Maria, la quale, il 12 aprile del 1241, fece testamento lasciando al marito, Ugo, il governo della contea di Blois, come ci viene confermato dal documento n° 2902 del Layettes du Trésor des Chartes II; secondo la SOCIÉTÉ ACADÉMIQ~ DE SAINT-QUENTIN, Maria morì nel 1241.
Alla morte di Maria, nella contea di Blois, le succedette Giovanni il figlio primogenito, sotto la tutela del marito, Ugo.
Secondo gli Obituaires de la province de Sens. Tome 2 suo padre, Ugo (Hugo de Castellione comes Sancti Pauli), nel 1248 aveva abbracciato la Settima crociata di Luigi IX di Francia, ma morì il 9 aprile (V Idus Apr.), prima di potersi imbarcare per l'Egitto; anche il cronista e monaco benedettino inglese, Matteo di Parigi, riporta la morte di Ugo (Hugo de Castellione comes Sancti Pauli et de Bles), mentre attraversava la Francia al seguito di Luigi IX, descrivendo che fu colpito da un sasso, mentre partecipava all'assedio di Avignone; secondo la Histoire de la maison de Chastillon sur Marne però il fatto di essere stato colpito da un sasso presso Avignone, potrebbe essere un errore, in quanto questa fu la morte di suo fratello Guido I.
Alla morte del padre, Ugo, Giovanni governò la contea di Blois, mentre suo fratello, Guido gli succedette nella contea di Saint-Pol.
In quello stesso anno, 1248, morì la prozia, Isabella di Blois, e Giovanni le succedette come conte di Chartres.
Secondo il documente n° 8 del Cartulaire de l'abbaye royale du Lieu-Notre-Dame-lès-Romorantin, Giovanni assieme alla moglie Alice di Bretagna fece una donazione all'abbazia stessa , nel 1259.
Secondo la Histoire de la maison de Chastillon-sur-Marne, Giovanni, nel 1268, fu colpito da una grave malattia, che lo indusse a fare testamento, e tra gli esecutori nominò il fratello, Guido.
Dopo essersi ripreso dalla malattia, nel 1271 il nuovo re di Francia, Filippo III l'Ardito, lo nominò in subordine a suo fratello, Pietro I d'Alençon, tutore, difensore e guardiano del regno e dei suoi figli (ancora in tenera età).
Giovanni morì il 28 giugno 1279 e gli succedette la figlia, Giovanna.
I territori portati in dote dalla moglie, Alice di Bretagna, dopo la morte della figlia, Giovanna, che non aveva lasciato eredi, furono spartiti tra Giovanni II di Bretagna, fratello di Alice ed il nuovo conte di Blois, il cugino di Giovanna, Ugo II di Blois-Châtillon, come confermano le Mémoires pour servir de preuves à l'histoire ecclésiastique et civile de Bretagne.

## Matrimonio e discendenza
Nel 1254, Giovanni, come ci viene ricordato sia dal Dictionnaire de la noblesse che dalla Histoire de la maison de Chastillon-sur-Marne, aveva sposato Alice di Bretagna, figlia del duca di Bretagna, Giovanni I e di Bianca di Navarra, figlia di Tebaldo il Saggio, re di Navarra (Tebaldo I) e conte di Champagne (Tebaldo IV), e di Agnese di Beaujeu.
Da Alice Giovanni ebbe una sola figlia:
- Giovanna (ca. 1255 † 29 gennaio 1291), contessa di Blois[14].

### Fonti primarie
- (LA)  Monumenta Germaniae Historica, Scriptores, tomus XXIII.
- (LA)  Monumenta Germaniae Historica, Scriptores, tomus XXIV.
- (LA)  Obituaires de la province de Sens. Tome 1 / Tome 1 / Partie 1.
- (LA)  Obituaires de la province de Sens. Tome 2.
- (LA)  Recueil de chartes et documents de Saint-Martin-des-Champs, tome III.
- (LA)  Archives de la Maison-Dieu de Châteaudun.
- (LA)  Recueil des historiens des Gaules et de la France. Tome 13.
- (LA)  Layettes du trésor des chartes : de l'année 1224 à l'année 1246.
- (LA)  Matthæi Parisiensis, monachi Sancti Albani, Chronica Majora, vol V.
- (LA)  Cartulaire de l'abbaye royale du Lieu-Notre-Dame-lès-Romorantin.
- (FR)  Grande chronique de Mathieu de Paris, tomus VIII.
- (FR)  Recueil des historiens des croisades. Historiens occidentaux. Tome II.

### Letteratura storiografica
- (FR)  SOCIÉTÉ ACADÉMIQ~ DE SAINT-QUENTIN.
- (FR)  Mémoires pour servir de preuves à l'histoire ecclésiastique et civile de Bretagne.
- (FR)  Dictionnaire de la noblesse.
- (FR)  Histoire de la maison de Chastillon-sur-Marne.
- (FR)  des ducs et des comtes de Champagne.